# پائولتا (بازیکن فوتبال)
پائولتا (انگلیسی: Pauleta؛ زادهٔ ۱۱ اوت ۱۹۹۷) بازیکن فوتبال اهل اسپانیا است.